# Michael Korie
Michael Korie (Elizabeth, 1º aprile 1955) è un paroliere e librettista statunitense.

## Biografia
Dopo gli studi musicali alla Brandeis University e in giornalismo all'Università di New York, Michael Korie ha lavorato come scrittore freelance ed editore per The Village Voice durante gli anni 70. Si fece notare in campo artistico per il suo libretto dell'opera lirica Where's Dick?, debuttata nel 1987 in una produzione della Houston Grand Opera per la regia di Richard Foreman. Collaborò nuovamente con Stewart Wallace, già compositore di Where's Dick? per l'opera Harvey Milk, commissionata dalla Houston Grand Opera, New York City Opera e San Francisco Opera. L'opera debuttò alla Houston Grand Opera nel gennaio 1995, dove fu applaudita come una delle migliori opere recenti dal Chicago Tribune e The Independent. Harvey Milk fu la prima opera a portare apertamente in scena l'amore omosessuale, un fatto che attirò critiche da testate e membri del pubblico più conservatori.
Alla carriera operistica, Korie affiancò il lavoro come paroliere e librettista di musical teatrali, spesso in collaborazione con il compositore Scott Frankel. Il primo musical dei due, Doll, debuttò nel 1994 e nel 2003 fu presentato al prestigioso festival teatrale di Ravinia, per la regia di Lonny Price e un cast che comprendeva le star di Broadway Michael Cerveris e David Hyde Pierce. Nel 2006 Korie e Frankel firmarono la colonna sonora di un nuovo musical, Grey Gardens, tratto dall'omonimo documentario dei fratelli Maysles. Il musical debuttò nell'Off Broadway nel 2006 e fu rapidamente trasferito a Broadway, dove rimase in scena per oltre trecento repliche. Per il suo lavoro come paroliere, Korie fu candidato al Tony Award alla migliore colonna sonora originale.
Nel 2007 Korie fu il librettista dell'adattamento operesitico del romanzo di John Steinbeck Furore, debuttato alla Minnesota Opera con recensioni molto positive. Nel 2009 collaborò nuovamente con Frankel per il musical Happiness, su libretto di John Weidman, debuttato al Lincoln Center di New York con regia e coreografie di Susan Stroman. Nell 2011 Korie e Frankel scrissero la colonna sonora per un adattamento teatrale del film Neverland - Un sogno per la vita; il musical andò in scena a Leicester con Rosalie Craig e Julian Ovenden, ma il progetto fu successivamente abbandonato e quando il musical debuttò a Broadway nel 2014 lo fece con un team creativo differente. Nel 2012 il loro nuovo musical, su libretto di Richard Greenberg, debuttò a Williamstown, prima di esordire Off Broadway nel 2013. Il musical, Far From Heaven, era un adattamento musicale del film Lontano dal paradiso e ricevette diversi apprezzamenti dalla critica; il Wall Street Journal, per esempio, lo considerà superiore al film da cui era tratto. Per il suo lavoro come paroliere, Korie ricevette una nomination al Drama Desk Award.
Dopo quasi dieci anni di lavorazione a alcune rappresentazioni in Australia, Corea del Sud, Svezia e Norvegia, l'adattamento musicale del Dottor Zivago con testi di Korie, musiche di Lucy Simon e libretto di Michael Weller debuttò a Broadway nel 2015, ma si rivelò un clamoroso fiasco e chiuse dopo sole ventitré rappresentazioni dopo la notte della prima. Nel 2015 collaborò nuovamente con Frankel e il drammaturgo Premio Pulitzer Doug Wright (già librettista di Grey Gardens) per il musical War Paint, debuttato a Chicago nel giugno 2016. Grazie anche alle due protagoniste, le veterane del teatro americano Patti LuPone e Christine Ebersole, il musical fu presentato a Broadway nella primavera del 2017 e rimase in cartellone per oltre 250 rappresentazioni; ancora una volta, Korie fu candidato al Drama Desk Award per i testi delle canzoni del musical. Successivamente Korie ha scritto i testi del musical Flying Over Sunset, debuttato a Broadway nell'aprile 2020, su libretto di James Lapine e colonna sonora di Tom Kitt.